# Glorianne Perrier
Pour les articles homonymes, voir Perrier.
Glorianne Perrier (née le 21 mars 1929 à Lewiston et morte le 7 mars 2015 à Harvest) est une kayakiste américaine ayant participé à deux reprises aux Jeux olympiques. Elle remporte la médaille d'argent en K-2 500m lors des Jeux olympiques d'été de 1964 avec sa coéquipière Francine Fox.

## Palmarès

### Jeux olympiques
- Jeux olympiques de 1964 à Tokyo,  Japon
  -  Médaille d'argent